# Youn Yuh-jung
Youn Yuh-jung (hangul: 윤여정; hanja: 尹汝貞; rr: Yun Yeojeong; MR: Yun Yŏjŏng; nascida em 19 de junho de 1947) é uma atriz sul-coreana, que possui uma carreira no cinema e na televisão de mais de cinco décadas. Dentre seu prêmios, estão incluídos um Academy Awards, um Screen Actors Guild Awards, um British Academy Film Awards, dois Indepedent Spirit Awards e uma indicação ao Critics' Choice Awards. Ela atuou em diversas séries de televisão e filmes sul-coreanos.
Em 2020, ela recebeu aclamação da crítica e reconhecimento internacional por sua atuação no filme Minari, pelo qual ganhou o Oscar, SAG e BAFTA (e foi indicada ao Critics' Choice), todos de melhor atriz coadjuvante, tornando-se a primeira sul-coreana a vencê-los.
No final dos anos 1960, Youn era uma atriz em ascensão e ganhou seus primeiros prêmios por estrelar em Woman of Fire (1971). Ela se aposentou da atuação antes de voltar a ativa no final da década de 1980. Além de Woman of Fire e Minari, Youn também é lembrada por atuar nos filmes sul-coreanos The Housemaid (2010), The Taste of Money (2012), The Bacchus Lady (2016) e Canola (2016). Ela é bastante lembrada por seus papéis de matriarca nos dramas coreanos Men of the Bath House (1995), Be Strong, Geum-soon! (2005), Daughters-in-Law (2007), My Husband Got a Family (2012), e Dear My Friends (2016).

## Início da vida
Youn Yuh-jung nasceu em 19 de junho de 1947, em Kaesong, província de Gyeonggi, na Coreia do Norte. Ela é a filha mais velha de uma família com de três meninas. Seu pai morreu quando ela era jovem. A família fugiu da sua cidade natal durante a primeira e a quarta retirada da tropas na Guerra da Coreia. Ela frequentou a Escola Primária Changsin e mais tarde e o Colégio Feminino Ewha em Seul, Coreia do Sul. Ela se formou no ensino médio em 1966. Youn Yuh-jung era caloura na Universidade Hanyang com especialização em Língua e Literatura Coreana, mas quando passou nas audições abertas realizadas pelo TBC em 1966, ela largou a faculdade.

## Carreira
Depois de largar a faculdade, Youn fez sua estreia como atriz no drama de televisão Mister Gong em 1967. Youn chegou ao estrelato em 1971 com duas interpretações memoráveis de femme fatales. Seu primeiro filme, Woman of Fire, de Kim Ki-young, tornou-se um sucesso comercial e de crítica, pelo qual ela ganhou o prêmio de Melhor Atriz no Festival de Cinema de Sitges.
Isso foi seguido pela série dramática histórica da MBC, Jang Hui-bin, onde ela interpretou uma infame concubina real. Kim foi considerado o primeiro diretor experimental e com consciência de estilo da Coreia, e Youn não hesitou em interpretar personagens picantes e provocantes que exploram o grotesco na psique feminina em outras colaborações com ele, como The Insect Woman (1972) e Be a Wicked Woman (1990). O público se encantou com a maneira rápida de falar e a revigorante aparência atípica de Youn e ela assumia, frequentemente, papéis em dramas de TV retratando uma mulher moderna da nova geração, notadamente em Stepmother (1972) escrita por Kim Soo-hyun.
No auge de sua carreira, Youn se aposentou depois de se casar com o cantor Jo Young-nam em 1975, em seguida, emigrou para os Estados Unidos. Em 1984, ela voltou para a Coreia e retomou definitivamente sua carreira de atriz. Ela e Jo se divorciaram em 1987, mas Youn teve dificuldades ao retomar sua carreira devido ao estigma do divórcio na Coreia do Sul.

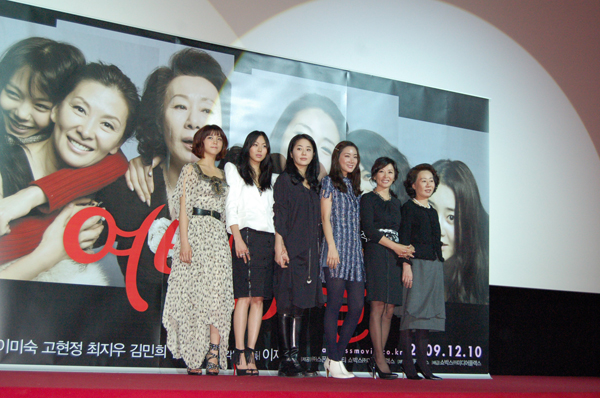
Youn (última, a partir da esquerda) com o restante do elenco de Actresses (2009)

Fazendo um retorno estelar depois de uma longa pausa foi um feito incomum para uma atriz coreana de meia-idade. Embora a maioria das atrizes de sua idade representasse mães clichês que se sacrificam ou mulheres de meia-idade, as atuações de Youn a levou a ser escalada para papéis mais complexos, elegantes e independentes. Em A Good Lawyer's Wife (2003), ela foi aclamada pela crítica por sua atuação indiferente como uma sogra que negligenciava o marido morrendo de câncer de fígado e desfrutava de casos extraconjugais. Sua personalidade franca e confiante novamente se manifestou no mocumentário, Actresses (2009), de E J-yong.
Youn continuou interpretando papéis coadjuvantes no cinema e na televisão, mais notadamente no seu papel premiado em que rouba a cena, The Housemaid (2010). Ela se reuniu com o diretor Im Sang-soo pela quarta vez em The Taste of Money (2012), como uma herdeira cruel de um chaebol, no drama que se desenrola e aborda os temas da corrupção, ganância e sexo. Youn disse: "Não me importo de ser chamada de velha atriz, mas me preocupo em como continuar minha carreira de atriz sem parecer uma velha idiota."
Em 2013, ela foi escalada no papel de uma mãe amorosa de três filhos perdedores em Boomerang's Family, de Song Hae-sung . No final do ano, Youn ganhou popularidade renovada depois de aparecer em seu primeiro reality show, Sisters Over Flowers, um programa de viagens de mochileiros filmado na Croácia. Depois de aparecer em Sisters Over Flowers, Youn afirmou que sua imagem pública se tornou mais positiva.

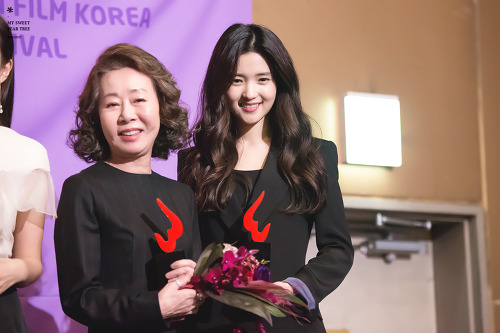
Youn Yuh-jung e Kim Taer-ri no Women In Film Korea Festival de 2016

Youn estrelou dois papéis principais em 2015: Salut d'Amour de Kang Je-gyu, sobre o romance entre um funcionário idoso de um supermercado e uma dona de floricultura, e Canola, que aborda a vida de uma mergulhadora (haenyeo) de Ilha de Jeju que se reúne com sua neta há muito perdida. Salut d'Amour foi a primeira colaboração de Youn com o ator Park Geun-hyung desde 1971.
Em 2020, ela fez sua estreia em Hollywood ao atuar como Soon-ja, personagem coadjuvante, avó de uma família coreano-americana na zona rural de Arkansas, no filme americano Minari, pelo qual recebeu o reconhecimento da crítica em mais de quarenta cerimônias regionais nos Estado Unidos, incluindo vitórias do National Board of Review e da Los Angeles Film Critics Association. Youn se tornou a primeira atriz coreana a ganhar um Oscar de Melhor Atriz Coadjuvante, um Prêmio SAG de Melhor Performance para uma Atriz Coadjuvante, e um prêmio  BAFTA de Melhor Atriz Coadjuvante. Youn foi a primeira atriz asiática a ganhar um prêmio de atuação na categoria cinema no Screen Actors Guild Awards, e, simultaneamente, a primeira atriz coreana a ganhar um Oscar e a primeira atriz asiática a recebê-lo desde 1958, quando Miyoshi Umeki ganhou o prêmio de Melhor Atriz Coadjuvante por Sayonara.
Em abril de 2021, o Film at Lincoln Center apresentou uma retrospectiva da carreira de Youn, exibindo cinco filmes. Em setembro de 2021, foi eleita uma das 100 "Pessoas mais Influentes do Mundo" em 2021 pela revista semanal americana TIME. Seu nome foi listado na categoria "Titã". Em seu país natal, Youn recebeu a Ordem do Mérito Cultural.
Em dezembro de 2022, o contrato de Youn com a Hook Entertainment terminou e ela decidiu não renovar após 5 anos. Mais tarde, em janeiro de 2023, Youn assinou um contrato com a agência de talentos americana, Creative Artists Agency.

## Vida pessoal
Em dezembro de 1973, ela seguiu seu noivo, o cantor Jo Young-nam, para os Estados Unidos. Ela trabalhava em um supermercado e revebia US$ 2,75 a hora para criar seus dois filhos em St. Petersburg, Flórida. Ela voltou para a Coreia em 1984 e se divorciou do marido três anos depois.
Youn tem dois filhos, ambos coreano-americanos. Sua irmã Youn Yeo-soon é ex-executiva do LG Group.

## Filmografia

### Cinema
| Ano  | Título                                 | Papel                                | Notas                                     | Ref.          |
| ---- | -------------------------------------- | ------------------------------------ | ----------------------------------------- | ------------- |
| 1971 | Woman of Fire                          | Myeong-ja                            |                                           |               |
| 1972 | The Insect Woman                       | Myeong-ja                            |                                           |               |
| 1973 | Love and Hatred                        |                                      |                                           |               |
| 1973 | Tto Sun Yi, a College Girl             |                                      |                                           |               |
| 1978 | The Day and Night of a Korean-American |                                      |                                           |               |
| 1985 | Mother                                 | Sra. Hong                            |                                           |               |
| 1990 | Be a Wicked Woman                      |                                      |                                           |               |
| 1995 | An Experience to Die For               | Choi Yeo-jung                        |                                           |               |
| 2003 | A Good Lawyer's Wife                   | Hong Byeong-han                      |                                           |               |
| 2004 | Springtime                             | Mãe de Hyun-woo                      |                                           |               |
| 2005 | The President's Last Bang              | Mãe de Yoon-hee/Narradora do epílogo |                                           |               |
| 2006 | Maundy Thursday                        | Irmã Monica                          |                                           |               |
| 2007 | The Old Garden                         | Mãe de Hyun-woo                      |                                           |               |
| 2007 | Hwang Jin-yi                           | Idosa                                |                                           |               |
| 2008 | A Tale of Legendary Libido             | Idosa                                |                                           |               |
| 2009 | Actresses                              | Ela mesma                            | Co-roteirista                             |               |
| 2010 | Ha Ha Ha                               | Mãe de Moon-kyeong                   |                                           |               |
| 2010 | The Housemaid                          | Byeong-sik                           |                                           |               |
| 2011 | Hindsight                              | Madame Kang                          |                                           |               |
| 2011 | List                                   |                                      | Curta-metragem                            |               |
| 2012 | The Taste of Money                     | Baek Geum-ok                         |                                           |               |
| 2012 | In Another Country                     | Park Sook                            |                                           |               |
| 2013 | Behind the Camera                      | Ela mesma                            |                                           |               |
| 2013 | Boomerang Family                       | Mãe                                  |                                           |               |
| 2014 | Hill of Freedom                        | Gu-ok                                |                                           |               |
| 2015 | Salut d'Amour                          | Im Geum-nim                          |                                           |               |
| 2015 | Intimate Enemies                       | Yeo-jung                             | Cameo                                     |               |
| 2015 | Right Now, Wrong Then                  | Kang Deok-soo                        |                                           |               |
| 2016 | Canola                                 | Gye-choon                            |                                           |               |
| 2016 | The Bacchus Lady                       | So-young                             |                                           | [ 40 ]        |
| 2018 | Keys to the Heart                      | In-sook                              |                                           | [ 41 ]        |
| 2019 | Lucky Chan-sil                         | Avó                                  |                                           |               |
| 2020 | Beasts Clawing at Straws               | Soon-ja                              |                                           | [ 42 ]        |
| 2020 | Minari                                 | Soonja                               | Filme americano                           | [ 43 ]        |
| 2021 | Heaven: To the Land of Happiness       | Sra. Yoon                            |                                           | [ 44 ]        |
| 2024 | Dog Days                               | Min-seo                              |                                           | [ 45 ] [ 46 ] |
| 2025 | The Wedding Banquet                    | ASA                                  | Coprodução americano-coreana Pós-produção | [ 47 ]        |

### Séries de televisão
| Ano           | Título                                  | Papel                             | Rede      |
| ------------- | --------------------------------------- | --------------------------------- | --------- |
| 1967          | Mister Gong                             |                                   | TBC       |
| 1970          |                                         |                                   | MBC       |
| 1970          | River of Love and Sorrow                |                                   | MBC       |
| 1970          | Maria Park                              |                                   | MBC       |
| 1971          | Jang Hui-bin                            | Hui-bin Jang                      | MBC       |
| 1972          | Rainbow                                 | Filha do Presidente Han           | MBC       |
| 1972          | Daewongun                               | Imperatriz Myeongseong            | MBC       |
| 1972          | Stepmother                              | Eun-hye                           | MBC       |
| 1976          | Girl's High School Days                 |                                   | MBC       |
| 1984          | MBC Bestseller Theater "고깔"           |                                   | MBC       |
| 1985          | Mom's Room                              |                                   | MBC       |
| 1986          | First Love                              |                                   | MBC       |
| 1987          | Love and Ambition                       | Song Hye-joo                      | MBC       |
| 1988          | Sand Castle                             | Kim Jin-ae                        | MBC       |
| 1988          | People from Wonmi-dong                  |                                   | MBC       |
| 1989          | Fetters of Love                         |                                   | KBS2      |
| 1989          |                                         | MBC                               |           |
| 1989          | Sleepless Tree                          | Professora da escola de dança     | MBC       |
| 1990          |                                         |                                   | KBS2      |
| 1990          | Betrayal of the Rose                    | Ok-sun                            | MBC       |
| 1991          | What Is Love                            | Han Shim-ae                       | MBC       |
| 1991          | Another Happiness                       |                                   | MBC       |
| 1992          | Bun-rye's Story                         | Mãe de Bun-rye                    | SBS       |
| 1992          | Gwanchon Essay                          |                                   | SBS       |
| 1992          | Women's Room                            |                                   | MBC       |
| 1993          | How's Your Husband?                     | Song Eun-nyeo                     | SBS       |
| 1993          | To Live                                 | Mãe de Pung-gae                   | SBS       |
| 1994          | Farewell                                | Lee Shin-ae                       | SBS       |
| 1995          | Men of the Bath House                   | Noh Hye-young                     | KBS2      |
| 1995          | Your Voice                              | Eon-nyeon-yi                      | SBS       |
| 1995          | MBC Best Theater "Hospice Ajumma"       | Jung-sook                         | MBC       |
| 1996          | Temptation                              |                                   | KBS2      |
| 1996          | Ganyiyeok                               | Dona de restaurante em Gangneung  | MBC       |
| 1996          | Open Your Heart                         | Choi Soon-joo                     | MBC       |
| 1997          | The Reason I Live                       | Madame Son                        | MBC       |
| 1997          | Woman Next Door                         |                                   | SBS       |
| 1997          | MBC Best Theater - Bok-soon's Boomerang | Bok-soon                          | MBC       |
| 1998          | Firstborn                               | Choi Sook-ja                      | MBC       |
| 1998          | Love Is All I Know                      |                                   | MBC       |
| 1998          | Hong Gil-dong                           | Mãe de In-ok                      | SBS       |
| 1998          | Lie                                     | Yoon Young-hee                    | KBS2      |
| 1998          | Crush                                   |                                   | KBS2      |
| 1999          | KAIST                                   | Professora de Engenharia Mecânica | SBS       |
| 1999          | Did We Really Love?                     | Choi Hye-ja                       | MBC       |
| 1999          | Who Are You                             | Jung Shin-ae                      | SBS       |
| 1999          | Hur Jun                                 | Eposa de Sung In-chul             | MBC       |
| 2000          | Tough Guy's Love                        | Kim Bok-nyeo                      | KBS2      |
| 2000          | I Want to Keep Seeing You               | Lee Ok-bun                        | SBS       |
| 2001          | Stock Flower                            | Ahn Jung-hee                      | KBS2      |
| 2001          | Blue Mist                               | Mi-soon                           | KBS2      |
| 2001          | Hotelier                                | Yoon Bong-sook                    | MBC       |
| 2001          | Soon-ja                                 | Go Chang-daek                     | SBS       |
| 2001          | MBC Best Theater "Walking With II"      | Geum-nyeo                         | MBC       |
| 2001          | This Is Love                            | Lee Jung-ja                       | KBS1      |
| 2001          | I Like Dong-seo                         | Choi Jong-sook                    | KBS2      |
| 2002          | Ruler of Your Own World                 | Jung Yoo-soon                     | MBC       |
| 2002          | Affection                               | Srta. Uhm                         | SBS       |
| 2002          | Who's My Love?                          | In-ae                             | KBS2      |
| 2003          | Dal-joong's Cinderella                  | Pal-soon                          | KBS1      |
| 2003          | Pearl Necklace                          | Yoon Hae-myung                    | KBS2      |
| 2003          | One Million Roses                       | Choi Geum-ja                      | MBC       |
| 2003          | Rose Fence                              | Sra. Heo                          | KBS2      |
| 2003          | On the Prairie                          | Kim Jeom-hee                      | KBS2      |
| 2004          | Ireland                                 | Mãe de Shi-yeon                   | MBC       |
| 2004          | War of the Roses                        | Heo Young-shim                    | MBC       |
| 2004          | Drama City- Our Ham                     | Avó                               | KBS2      |
| 2005          | Becoming a Popular Song                 | Oh Sook-young                     | KBS2      |
| 2005          | Be Strong, Geum-soon!                   | Avó de Geum-soon                  | MBC       |
| 2005          | A Farewell to Sorrow                    | Lee Young-shim                    | KBS2      |
| 2005          | Love and Sympathy                       | Mãe de Hee-soo                    | SBS       |
| 2006          | Love Truly                              | Goo Hyang-sook                    | MBC       |
| 2006          | Pure in Heart                           | Yoon Myung-hye                    | KBS2      |
| 2006          | What's Up Fox?                          | Jo Soon-nam                       | MBC       |
| 2007          | The Person I Love                       | Yoon Min-ja                       | SBS       |
| 2007          | The Golden Age of Daughters-in-Law      | Seo Mi-soon                       | KBS2      |
| 2008          | Chunja's Happy Events                   | Yang Boon-hee                     | MBC       |
| 2008          | Worlds Within                           | Oh Min-sook                       | KBS2      |
| 2009          | The Road Home                           | Nam Soon-jung                     | KBS1      |
| 2009          | Heading to the Ground                   | Ae-ja                             | MBC       |
| 2010          | Golden Fish                             | Jo Yoon-hee                       | MBC       |
| 2010          | Home Sweet Home                         | Sung Eun-sook                     | MBC       |
| 2011          | Listen to My Heart                      | Hwang Soon-geum                   | MBC       |
| 2012          | My Husband Got a Family                 | Uhm Chung-ae                      | KBS2      |
| 2012          | The King 2 Hearts                       | Bang Young-sun                    | MBC       |
| 2013          | The Queen's Classroom                   | Yong Hyun-ja                      | MBC       |
| 2014          | Wonderful Days                          | Jang So-shim                      | KBS2      |
| 2015          | The Producers                           | Ela mesma (cameo, episódios 1-2)  | KBS2      |
| 2015-2017     | Sense8                                  | Min-jung                          | Netflix   |
| 2016          | Dear My Friends                         | Oh Choong-nam                     | tvN       |
| 2019          | Never Twice                             | Bok Mak-rye                       | MBC       |
| 2022          | The Boys Presents: Diabolical           | Sun-Hee (voz)                     |           |
| 2022–presente | Pachinko                                | Sunja                             | Apple TV+ |

### Show de variedades
| Ano     | Título               | Papel            | Rede | Ref.          |
| ------- | -------------------- | ---------------- | ---- | ------------- |
| 2013    | Sisters Over Flowers | Membro do elenco | tvN  | [ 49 ] [ 50 ] |
| 2017–18 | Youn's Kitchen       | Membro do elenco | tvN  | [ 51 ]        |
| 2018    | Master in the House  | Quarto mestre    | SBS  |               |
| 2021    | Youn's Stay          | Membro do elenco | tvN  | [ 52 ]        |
| 2022    | Unexpected Journey   | Membro do elenco |      | [ 53 ]        |

## Teatro

### Peças
| Ano       | Título                        | Papel    | Ref.          |
| --------- | ----------------------------- | -------- | ------------- |
| 1966      | The Emigrant Ship             | Miss Kim | [ 54 ]        |
| 1971      | Cherry Blossom                |          | [ 55 ]        |
| 1971      | Henry VIII and his ladies     |          | [ 55 ]        |
| 1972      | Injustice Ward                |          | [ 55 ]        |
| 1985      | —                             |          | [ 56 ]        |
| 1990      | Woman in Crisis               | Monique  | [ 57 ] [ 58 ] |
| 1990–1991 | Woman in Crisis               | Monique  | [ 59 ] [ 60 ] |
| 1991      | The Man I Don't Want to Marry |          | [ 61 ] [ 62 ] |
| 1997      | The Glass Menagerie           | Amanda   | [ 63 ] [ 64 ] |

## Prêmios e indicações
| Ano  | Prêmio                                            | Categoria                                      | Trabalho                                                                                                   | Resultado | Ref.   |
| ---- | ------------------------------------------------- | ---------------------------------------------- | --- | --------- | ------ |
| 1969 | TBC Drama Awards                                  | Melhor Talento Revelação                       | Mister Gong                                                                                                | Venceu    | [ 65 ] |
| 1971 | Sitges Film Festival                              | Melhor Atriz                                   | Woman of Fire                                                                                              | Venceu    |        |
| 1971 | Blue Dragon Film Awards                           | Melhor Atriz                                   | Woman of Fire                                                                                              | Venceu    |        |
| 1971 | Grand Bell Awards                                 | Melhor Atriz Revelação                         | Woman of Fire                                                                                              | Venceu    |        |
| 1992 | Korean Broadcasting Awards                        | Melhor Talento Feminino                        | Bun-rye's Story                                                                                            | Venceu    | [ 66 ] |
| 2003 | Busan Film Critics Awards                         | Melhor Atriz Coadjuvante                       | A Good Lawyer's Wife                                                                                       | Venceu    |        |
| 2003 | Korean Film Awards                                | Melhor Atriz Coadjuvante                       | A Good Lawyer's Wife                                                                                       | Venceu    |        |
| 2004 | Grand Bell Awards                                 | Melhor Atriz Coadjuvante                       | A Good Lawyer's Wife                                                                                       | Indicado  |        |
| 2004 | Korean Film Awards                                | Melhor Atriz Coadjuvante                       | Springtime                                                                                                 | Indicado  |        |
| 2005 | KBS Drama Awards                                  | Melhor Atriz em Especial de um Episódio/Drama  | Becoming a Popular Song                                                                                    | Venceu    |        |
| 2010 | Busan Film Critics Awards                         | Melhor Atriz                                   | The Housemaid, Ha Ha Ha, Actresses                                                                         | Venceu    |        |
| 2010 | Sitges Film Festival                              | Prêmio Maria Honorífica                        | — | Venceu    |        |
| 2010 | People Who Make the World Brighter Awards         | Recipiente, Categoria Cultura e Artes          | — | Venceu    |        |
| 2010 | Chunsa Film Art Awards                            | Melhor Atriz Coadjuvante                       | The Housemaid                                                                                              | Venceu    |        |
| 2010 | Buil Film Awards                                  | Melhor Atriz Coadjuvante                       | The Housemaid                                                                                              | Venceu    |        |
| 2010 | Grand Bell Awards                                 | Melhor Atriz Coadjuvante                       | The Housemaid                                                                                              | Venceu    |        |
| 2010 | Korean Film Awards                                | Melhor Atriz Coadjuvante                       | The Housemaid                                                                                              | Venceu    |        |
| 2010 | Blue Dragon Film Awards                           | Melhor Atriz Coadjuvante                       | The Housemaid                                                                                              | Venceu    |        |
| 2010 | Cinemanila International Film Festival            | Melhor Atriz                                   | The Housemaid                                                                                              | Venceu    |        |
| 2011 | Max Movie Awards                                  | Melhor Atriz                                   | The Housemaid                                                                                              | Indicado  |        |
| 2011 | Max Movie Awards                                  | Melhor Atriz Coadjuvante                       | The Housemaid                                                                                              | Venceu    |        |
| 2011 | Asian Film Awards                                 | Melhor Atriz Coadjuvante                       | The Housemaid                                                                                              | Venceu    |        |
| 2012 | Buil Film Awards                                  | Melhor Atriz Coadjuvante                       | The Taste of Money                                                                                         | Indicado  |        |
| 2012 | Korea Drama Awards                                | Prêmio de Alta Excelência, Atriz               | My Husband Got a Family                                                                                    | Indicado  |        |
| 2012 | KBS Drama Awards                                  | Prêmio de Alta Excelência, Atriz               | My Husband Got a Family                                                                                    | Indicado  |        |
| 2012 | KBS Drama Awards                                  | Prêmio de Excelência, Atriz em Série Dramática | My Husband Got a Family                                                                                    | Venceu    |        |
| 2013 | Grand Bell Awards                                 | Melhor Atriz                                   | Boomerang Family                                                                                           | Indicado  |        |
| 2014 | KBS Drama Awards                                  | Prêmio de Alta Excelência, Atriz               | Wonderful Days                                                                                             | Indicado  |        |
| 2016 | Korean Film Shining Star Awards                   | Prêmio Estrela                                 | Canola | Venceu    |        |
| 2016 | Grand Bell Awards                                 | Melhor Atriz                                   | Canola | Indicado  |        |
| 2016 | Asia Pacific Screen Awards                        | Grande Prêmio do Júri                          | The Bacchus Lady                                                                                           | Venceu    |        |
| 2016 | Asia Pacific Screen Awards                        | Melhor Atriz                                   | The Bacchus Lady                                                                                           | Indicado  |        |
| 2016 | Blue Dragon Film Awards                           | Melhor Atriz                                   | The Bacchus Lady                                                                                           | Indicado  |        |
| 2016 | Fantasia Festival                                 | Melhor Atriz                                   | The Bacchus Lady                                                                                           | Venceu    |        |
| 2016 | Women in Film Korea Awards                        | Mulher no Filme do Ano                         | The Bacchus Lady                                                                                           | Venceu    |        |
| 2017 | Baeksang Arts Awards                              | Grande Prêmio                                  | The Bacchus Lady                                                                                           | Indicado  | [ 67 ] |
| 2017 | Baeksang Arts Awards                              | Melhor Atriz                                   | The Bacchus Lady                                                                                           | Indicado  | [ 67 ] |
| 2017 | Wildflower Film Awards                            | Melhor Atriz                                   | The Bacchus Lady                                                                                           | Indicado  |        |
| 2017 | Chunsa Film Art Awards                            | Melhor Atriz                                   | The Bacchus Lady                                                                                           | Indicado  |        |
| 2017 | Buil Film Awards                                  | Melhor Atriz                                   | The Bacchus Lady                                                                                           | Venceu    | [ 68 ] |
| 2017 | Korea World Youth Film Festival                   | Atriz Favorita - Atriz Idosa                   | The Bacchus Lady                                                                                           | Venceu    |        |
| 2020 | Korean Film Producers Association                 | Melhor Atriz Coadjuvante                       | Lucky Chan-sil                                                                                             | Venceu    | [ 69 ] |
| 2020 | Boston Society of Film Critics                    | Melhor Atriz Coadjuvante                       | Minari | Venceu    | [ 70 ] |
| 2020 | Chicago Film Critics Association                  | Melhor Atriz Coadjuvante                       | Minari | Indicado  |        |
| 2020 | Florida Film Critics Circle                       | Melhor Atriz Coadjuvante                       | Minari | Indicado  | [ 71 ] |
| 2020 | Greater Western New York Film Critics Association | Melhor Atriz Coadjuvante                       | Minari | Venceu    |        |
| 2020 | Indiana Film Journalists Association              | Melhor Atriz Coadjuvante                       | Minari | Indicado  |        |
| 2020 | Los Angeles Film Critics Association              | Melhor Atriz Coadjuvante                       | Minari | Venceu    | [ 28 ] |
| 2020 | Sunset Film Critics Circle Awards                 | Melhor Atriz Coadjuvante                       | Minari | Venceu    |        |
| 2021 | Academy Awards                                    | Melhor Atriz Coadjuvante                       | Minari | Venceu    | [ 72 ] |
| 2021 | AARP Movies For Grownups Awards                   | Melhor Atriz Coadjuvante                       | Minari | Indicado  | [ 73 ] |
| 2021 | Alliance of Women Film Journalists Awards         | Melhor Atriz Coadjuvante                       | Minari | Venceu    |        |
| 2021 | Atlanta Film Critics Circle                       | Melhor Atriz Coadjuvante                       | Minari | Incluído  |        |
| 2021 | Austin Film Critics Association                   | Melhor Atriz Coadjuvante                       | Minari | Venceu    |        |
| 2021 | Black Film Critics Circle Awards                  | Melhor Atriz Coadjuvante                       | Minari | Venceu    | [ 74 ] |
| 2021 | British Academy Film Awards                       | Melhor Atriz em um Papel Coadjuvante           | Minari | Venceu    | [ 75 ] |
| 2021 | BAFTA                                             | Melhor Atriz Coadjuvante                       | Minari | Venceu    |        |
| 2021 | Chicago Indie Critics Awards                      | Melhor Atriz Coadjuvante                       | Minari | Indicado  |        |
| 2021 | Columbus Film Critics Association                 | Melhor Atriz Coadjuvante                       | Minari | Venceu    |        |
| 2021 | Critics' Choice Movie Awards                      | Melhor Atriz Coadjuvante                       | Minari | Indicado  | [ 76 ] |
| 2021 | Denver Film Critics Society                       | Melhor Atriz Coadjuvante                       | Minari | Indicado  |        |
| 2021 | Detroit Film Critics Society                      | Melhor Atriz Coadjuvante                       | Minari | Venceu    |        |
| 2021 | DiscussingFilm Critic Awards                      | Melhor Atriz Coadjuvante                       | Minari | Venceu    |        |
| 2021 | Dorian Awards                                     | Melhor Atriz Coadjuvante                       | Minari | Venceu    |        |
| 2021 | Georgia Film Critics Association                  | Melhor Atriz Coadjuvante                       | Minari | Venceu    |        |
| 2021 | Gold Derby Awards                                 | Melhor Atriz Coadjuvante                       | Minari | Venceu    |        |
| 2021 | Gold Derby Awards                                 | Melhor Performance Revelação                   | Minari | Indicado  |        |
| 2021 | Gotham Independent Film Awards                    | Melhor Atriz                                   | Minari | Indicado  | [ 77 ] |
| 2021 | Hollywood Critics Association                     | Melhor Atriz Coadjuvante                       | Minari | Venceu    |        |
| 2021 | Houston Film Critics Society                      | Melhor Atriz Coadjuvante                       | Minari | Indicado  |        |
| 2021 | Independent Spirit Awards                         | Melhor Atriz Coadjuvante                       | Minari | Venceu    | [ 78 ] |
| 2021 | International Cinephile Society                   | Melhor Atriz Coadjuvante                       | Minari | Incluído  |        |
| 2021 | Kansas City Film Critics Circle                   | Melhor Atriz Coadjuvante                       | Minari | Venceu    |        |
| 2021 | Latino Entertainment Journalists Association      | Melhor Atriz Coadjuvante                       | Minari | Venceu    |        |
| 2021 | Music City Film Critics Association               | Melhor Atriz Coadjuvante                       | Minari | Venceu    |        |
| 2021 | National Board of Review                          | Melhor Atriz Coadjuvante                       | Minari | Venceu    | [ 27 ] |
| 2021 | National Society of Film Critics                  | Melhor Atriz Coadjuvante                       | Minari | Indicado  | [ 79 ] |
| 2021 | New Mexico Film Critics Society                   | Melhor Atriz Coadjuvante                       | Minari | Venceu    |        |
| 2021 | New York Film Critics Online                      | Melhor Atriz Coadjuvante                       | Minari | Venceu    |        |
| 2021 | North Carolina Film Critics Association           | Melhor Atriz Coadjuvante                       | Minari | Venceu    |        |
| 2021 | North Dakota Film Society                         | Melhor Atriz Coadjuvante                       | Minari | Indicado  |        |
| 2021 | North Texas Film Critics Association              | Melhor Atriz Coadjuvante                       | Minari | Venceu    |        |
| 2021 | Oklahoma Film Critics Circle                      | Melhor Atriz Coadjuvante                       | Minari | Venceu    |        |
| 2021 | Online Association of Female Film Critics Awards  | Melhor Atriz Coadjuvante                       | Minari | Venceu    |        |
| 2021 | Online Film Critics Society                       | Melhor Atriz Coadjuvante                       | Minari | Indicado  |        |
| 2021 | Palm Springs International Film Festival          | Prêmio de Destaque                             | Minari | Venceu    |        |
| 2021 | Phoenix Film Critics Society                      | Melhor Atriz Coadjuvante                       | Minari | Venceu    |        |
| 2021 | San Diego Film Critics Society                    | Melhor Atriz Coadjuvante                       | Minari | Venceu    |        |
| 2021 | San Francisco Bay Area Film Critics Circle        | Melhor Atriz Coadjuvante                       | Minari | Venceu    |        |
| 2021 | Satellite Awards                                  | Melhor Atriz Coadjuvante em Cinema             | Minari | Indicado  | [ 80 ] |
| 2021 | SAG Awards                                        | Melhor Atriz Coadjuvante                       | Minari | Venceu    |        |
| 2021 | SAG Awards                                        | Melhor Elenco em Cinema                        | Minari | Indicado  |        |
| 2021 | Seattle Film Critics Society                      | Melhor Atriz Coadjuvante                       | Minari | Venceu    |        |
| 2021 | Southeastern Film Critics Association             | Melhor Atriz Coadjuvante                       | Minari | Venceu    |        |
| 2021 | St. Louis Film Critics Association                | Melhor Atriz Coadjuvante                       | Minari | Venceu    |        |
| 2021 | Toronto Film Critics Association                  | Melhor Atriz Coadjuvante                       | Minari | Indicado  |        |
| 2021 | Utah Film Critics Association                     | Melhor Atriz Coadjuvante                       | Minari | Incluído  |        |
| 2021 | Vancouver Film Critics Circle                     | Melhor Atriz Coadjuvante                       | Minari | Venceu    |        |
| 2021 | Washington D.C. Area Film Critics Association     | Melhor Atriz Coadjuvante                       | Minari | Venceu    |        |
| 2021 | Chunsa Film Art Awards 2021                       | Melhor Atriz Coadjuvante                       | Lucky Chan-sil                                                                                             | Indicado  | [ 81 ] |
| 2021 | Brand of the Year Awards                          | Ator do Ano                                    | style="background: #ececec; color: grey; vertical-align: middle; text-align: center; " class="table-na"\|– | Venceu    | [ 82 ] |
| 2021 | Visionary Awards                                  | Visionário 2021                                | style="background: #ececec; color: grey; vertical-align: middle; text-align: center; " class="table-na"\|– | Venceu    | [ 84 ] |
| 2021 | Kino Lights Awards                                | Atriz do Ano (Nacional)                        | Minari | Incluído  | [ 85 ] |
| 2022 | Peabody Awards                                    | Entretenimento                                 | Pachinko                                                                                                   | Venceu    | [ 86 ] |

### Artigos em lista
| Editora      | Ano  | Lista                                                   | Categoria/Posição | Ref.   |
| ------------ | ---- | ------------------------------------------------------- | ----------------- | ------ |
| Forbes       | 2022 | Korea Power Celebrity 40                                | 8º                | [ 87 ] |
| Gallup Korea | 2021 | Gallup Korea's Actor of the Year                        | 2º                | [ 88 ] |
| Gallup Korea | 2022 | Gallup Korea's Actor of the Year                        | 4º                | [ 89 ] |
| Sisa Journal | 2021 | Person Who Moved Korea — Culture                        | 3º                | [ 90 ] |
| Sisa Journal | 2021 | Most Influential Person in Broadcasting & Entertainment | 4º                | [ 91 ] |
| Time         | 2021 | 100 Most Influential People in the World                | Titã              | [ 92 ] |

### Honras de estado
| País          | Ano  | Honra                                  | Ref.   |
| ------------- | ---- | -------------------------------------- | ------ |
| Coreia do Sul | 2021 | Ordem do Mérito Cultural Coroa Dourada | [ 96 ] |